# Prodidomus chaperi
Espèce
Synonymes
- Miltia chaperi Simon, 1884

Prodidomus chaperi est une espèce d'araignées aranéomorphes de la famille des Prodidomidae.

## Distribution
Cette espèce est endémique du Karnataka en Inde,. Elle se rencontre vers Bellary.

## Description
Le juvénile holotype mesure 7 mm.

## Systématique et taxinomie
Cette espèce a été décrite sous le protonyme Miltia chaperi par Simon en 1884. Elle est placée dans le genre Prodidomus par Simon en 1884.

## Étymologie
Cette espèce est nommée en l'honneur de Maurice Chaper.

## Publication originale
- Simon, 1884 : « Descriptions de quelques arachnides des genres Miltia E. S. et Zimiris E. S. » Annales de la Société Entomologique de Belgique, vol. 28, p. 139-142 (texte intégral).